# Eriocephalus
Eriocephalus, rod izuzetno aromatičnih drvenastih grmova iz porodice glavočika, smješten u subtribus Athanasiinae. Postoji tridesetak vrsta na jugu Afrike
Nakon cvatnje, Od kasnog proljeća do ranog ljeta, u glavicama se razvijaju duge bijele dlačice koje dobivaju izgled pahuljastih bijelih pamučnih kuglica, pa je vernakularno prozvana kapokbos (snježni grm).

## Vrste
1. Eriocephalus africanus L.
2. Eriocephalus ambiguus (DC.) M.A.N.Müll.
3. Eriocephalus aromaticus C.A.Sm.
4. Eriocephalus aspalathoides DC.
5. Eriocephalus brevifolius (DC.) M.A.N.Müll.
6. Eriocephalus capitellatus DC.
7. Eriocephalus dinteri S.Moore
8. Eriocephalus ericoides (L.f.) Druce
9. Eriocephalus eximius DC.
10. Eriocephalus giessii M.A.N.Müll.
11. Eriocephalus glandulosus M.A.N.Müll.
12. Eriocephalus grandiflorus M.A.N.Müll.
13. Eriocephalus hirsutus Burtt Davy
14. Eriocephalus karooicus M.A.N.Müll.
15. Eriocephalus kingesii Merxm. & Eberle
16. Eriocephalus klinghardtensis M.A.N.Müll.
17. Eriocephalus longifolius M.A.N.Müll.
18. Eriocephalus macroglossus B.Nord.
19. Eriocephalus merxmuelleri M.A.N.Müll.
20. Eriocephalus microcephalus DC.
21. Eriocephalus microphyllus DC.
22. Eriocephalus namaquensis M.A.N.Müll.
23. Eriocephalus pauperrimus Merxm. & Eberle
24. Eriocephalus pinnatus O.Hoffm.
25. Eriocephalus pteronioides DC.
26. Eriocephalus punctulatus DC.
27. Eriocephalus racemosus L.
28. Eriocephalus scariosissimus S.Moore
29. Eriocephalus scariosus DC.
30. Eriocephalus septulifer DC.
31. Eriocephalus sericeus Gaudich. ex DC.
32. Eriocephalus spinescens Burch.
33. Eriocephalus tenuifolius DC.
34. Eriocephalus tenuipes C.A.Sm.
35. Eriocephalus tuberculosus DC.
36. Eriocephalus xerophilus Schltr.